# Jean-Claude Carrière

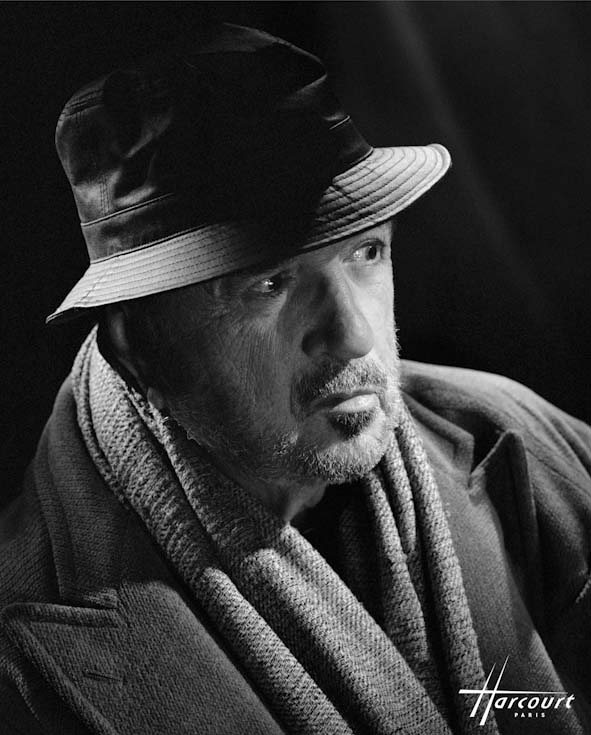
Jean-Claude Carrière (2006)

Jean-Claude Carrière (* 19. September 1931 in Colombières-sur-Orb, Département Hérault; † 8. Februar 2021 in Paris) war ein französischer Drehbuchautor und Schriftsteller. Er war seit den 1960er-Jahren an vielen Filmklassikern beteiligt und erhielt 2015 für sein Lebenswerk einen Ehrenoscar.

## Leben und Wirken
Carrière arbeitete seit Anfang der 1950er-Jahre als Zeichner und Schriftsteller. Er verfasste neben Romanen ein Dictionnaire de la bêtise et des erreurs de jugement („Wörterbuch der Dummheit und der Fehleinschätzungen“, mit Guy Bechtel), das 1968 uraufgeführte Theaterstück L’Aide-mémoire sowie die französische Fassung des nach dem amerikanischen Film Harold und Maude entstandenen Stücks von Colin Higgins.
Erste Kontakte zum Film ergaben sich im Laufe der 1950er-Jahre, als der Regisseur Jacques Tati ihn damit beauftragte, für zwei seiner Filme Romanfassungen zu erstellen. 1957 lernte Carrière den Regisseur Pierre Étaix kennen, der ihn 1961 zum Film holte. Zwei Jahre darauf begann eine regelmäßige Zusammenarbeit mit dem nach Frankreich zurückgekehrten Luis Buñuel, die bis zu dessen letztem Film anhielt. Mit dem spanischen Exilregisseur entstanden Carrières vielschichtigste Manuskripte.
Er bediente fast alle Filmgenres und verfasste die Drehbücher zu Werken unterschiedlichster Regisseure wie Miloš Forman, Louis Malle, Jacques Deray, Carlos Saura, Volker Schlöndorff, Andrzej Wajda, Marco Ferreri, Philippe de Broca, Peter Brook und Jean-Luc Godard.
Gelegentlich war Carrière auch als Darsteller zu sehen, in tragenden Rollen 1971 in der nach seinem eigenen Roman entstandenen Produktion L’Alliance und 1993 in dem Film The Night and the Moment.
1986 wurde er zum Präsidenten der in Paris neu gegründeten Hochschule für Film und Audiovision La Fémis ernannt.
Jean-Claude Carrière starb am 8. Februar 2021 im Alter von 89 Jahren in seinem Haus in Paris eines natürlichen Todes.

## Veröffentlichungen
- Mahabharata. Goldmann Verlag, München 1990, ISBN 3-442-09889-0.
- mit Pascal Bonitzer: Praxis des Drehbuchschreibens und Über das Geschichtenerzählen. Alexander, Berlin 1999.
- Der Kreis der Lügner – Die Weisheit der Welt in Geschichten. Neuausgabe mit 23 Zeichnungen des Autors. Alexander, Berlin 2013.
- mit Guy Bechtel: Lexikon der Sonderlinge. Kiepenheuer, Leipzig 2001, ISBN 3-378-01053-3.
- mit Peter Brook, Jerzy Grotowski: Georg Iwanowitsch Gurdjieff. Alexander, Berlin 2001.
- Die Ferien des Monsieur Hulot. Roman nach dem gleichnamigen Film von Jacques Tati. Alexander, Berlin 2003.
- Mon Oncle. Roman nach dem gleichnamigen Film von Jacques Tati. Alexander, Berlin 2003.
- Der unsichtbare Film. Alexander Verlag, Berlin 2003, ISBN 3-89581-102-5.
- Please, Mr. Einstein. Gardners Books, 2006, ISBN 1-84655-004-1.
- Mit anderen Worten. Alexander, Berlin 2008, ISBN 978-3-86108-152-4.
- mit Umberto Eco: Die große Zukunft des Buches. Gespräche mit Jean-Philippe de Tonnac. Carl Hanser, München 2010, ISBN 978-3-446-23577-9. Übers. Barbara Kleiner
- Buñuels Erwachen. Roman. Übers. Uta Orluc. Alexander Verlag, Berlin 2017.

## Filmografie (Auswahl)

### Drehbücher
- 1962: Heureux Anniversaire (Kurzfilm) (& Co-Regie)
- 1962: Auf Freiersfüßen (Le Soupirant)
- 1964: Tagebuch einer Kammerzofe (Le Journal d’une femme de chambre)
- 1964: Robinson Crusoe (Fernseh-Miniserie)
- 1964: Yoyo, der Millionär (Yoyou)
- 1965: Hotel Paradiso – Regie: Peter Glenville
- 1965: Meine Nerven, deine Nerven (Tant qu’on a la santé) – Regie: Pierre Étaix
- 1965: Viva Maria!
- 1966: Das Geheimnis des Doktor Z (Miss Muerte) – Regie: Jesus Franco
- 1966: Karten auf den Tisch (Cartes sur table) – Regie: Jesus Franco
- 1967: Der Dieb von Paris (Le Voleur)
- 1967: Belle de jour – Schöne des Tages (Belle de jour)
- 1968: Der Swimmingpool (La Piscine)
- 1968: Wahre Liebe rostet nicht (Le Grand Amour)
- 1969: Die Milchstraße (La Voie lactée)
- 1970: Borsalino
- 1970: Eine tierische Verbindung (L’Alliance) (& Darsteller) – Regie: Christian de Challenge
- 1971: Taking Off
- 1972: Allein mit Giorgio (Liza)
- 1972: Brutale Schatten (Un homme est mort) – Regie: Jacques Deray
- 1972: Das Recht zu lieben (Le Droit d’aimer) – Regie: Eric Le Hung
- 1972: Der diskrete Charme der Bourgeoisie (Le Charme discret de la bourgeoisie)
- 1972: Der Mönch und die Frauen (Le moine)
- 1973: Dorotheas Rache
- 1974: Das Gespenst der Freiheit (Le Fantôme de la liberté)
- 1974: Der dritte Grad – Regie: Peter Fleischmann
- 1974: Die Frau mit den roten Stiefeln (La Femme aux bottes rouges)
- 1975: Das Fleisch der Orchidee (La chair de l’orchidée)
- 1976: Die Gang (Le Gang)
- 1976: Die gekochten Eier (Les Œufs bouillés) – Regie: Joël Santini
- 1976: Im Garten der Qualen (Le Jardin des supplices) – Regie: Christian Gion
- 1977: Dieses obskure Objekt der Begierde (Cet obscur objet de désir)
- 1977: Zähme mich – liebe mich (Julie – pot de colle)
- 1978: Die Blechtrommel
- 1978: Der kleine Spinner mit dem großen Socken (Chaussette surprise)
- 1978: Ein Mann in Wut (L’Homme en colère)
- 1978: Mord in Barcelona (Un Papillon sur l’épaule)
- 1979: Ein verzwickter Montag (Lundi)
- 1979: Mein Partner Davis (L’associé)
- 1979: Rückkehr zur Geliebten (Le Retour à la bien-aimée)
- 1980: Rette sich, wer kann (das Leben) (Sauve qui peut (la vie))
- 1981: Die Fälschung
- 1982: Antonieta – Regie: Carlos Saura
- 1982: Das Todesfoto (Photo souvenir) – Regie: Edmond Séchan (& Darsteller)
- 1982: Die Wiederkehr des Martin Guerre (Le Retour de Martin Guerre)
- 1982: Flirt mit dem Tod (L’Indiscretion) – Regie: Pierre Lary
- 1983: Danton
- 1983: Die Tragödie der Carmen (La Tragédie de Carmen, 1e partie) – Regie: Peter Brook
- 1983: Ich glaube … (Credo) – Regie: Jacques Deray
- 1985: Wie aus heiterem Himmel (Les Étonnements d’un couple moderne) – Regie: Pierre Boutron
- 1986: Die Augen des Wolfes (Oviri)
- 1986: Max mon amour – Regie: Nagisa Ōshima
- 1986: Zärtliche Versuchung (Les Exploits d’un jeune Don Juan) – Regie: Gianfranco Mingozzi
- 1987: Die Dämonen (Les Possédés) – Regie: Andrzej Wajda
- 1988: Die unerträgliche Leichtigkeit des Seins (The Unbearable Lightness of Being)
- 1989: Eine Komödie im Mai (Milou en mai) – Regie: Louis Malle
- 1989: Es ist nicht leicht, ein Gott zu sein
- 1989: Mahabharata – Regie: Peter Brook
- 1989: Valmont
- 1990: Cyrano von Bergerac (Cyrano de Bergerac)
- 1990: Ein Pfeil in den Himmel (At Play in the Fields of the Lord) – Regie: Héctor Babenco
- 1991: Die Kontroverse von Valladolid (La Controverse de Valladolid) – Regie: Jean-Daniel Verhaeghe
- 1992: Casanovas Rückkehr (Le retour de Casanova)
- 1994: Die Nacht und der Augenblick (The Night and the Moment) (& Darsteller) – Regie: Anna Maria Tatò
- 1995: Der Husar auf dem Dach (Le Hussard sur le toit)
- 1996: Ridicule – Von der Lächerlichkeit des Scheins (Ridicule)
- 1996: Clarissa – Tränen der Zärtlichkeit (Clarissa) – Regie: Jacques Deray
- 1996: Der Unhold (The Ogre)
- 1997: Chinese Box
- 1999: Salsa & Amor (Salsa) – Regie: Eric Hubert
- 2002: Ruy Blas – Regie: Jacques Weber
- 2004: Birth
- 2006: Goyas Geister (Los Fantasmas de Goya)
- 2007: Ulzhan – Das vergessene Licht
- 2012: Das Mädchen und der Künstler
- 2018: Van Gogh – An der Schwelle zur Ewigkeit (At Eternity’s Gate)
- 2020: Das Salz der Tränen (Le sel des larmes)
- 2021: Land of Dreams

### Literarische Vorlagen
- 1992: Sommersby – Vorlage: Drehbuch zu „Die Wiederkehr des Martin Guerre“

### Darsteller
- 1981: Liebe ohne Grenzen (L’amour nu) – Regie: Yannick Bellon
- 2006: Avida – Regie: Benoît Delépine, Gustave Kervern
- 2010: Die Liebesfälscher (Copie conforme) – Regie: Abbas Kiarostami
- 2021: La croisade

## Auszeichnungen
- 1963: Oscar für Heureux Anniversaire (Bester Kurzfilm – gemeinsam mit Pierre Étaix)
- 1969: Großer Preis der Jury der Internationalen Filmfestspiele von Cannes für La pince à ongles (Bester Kurzfilm)
- 1973: Oscar-Nominierung für Der diskrete Charme der Bourgeoisie (Bestes Originaldrehbuch – gemeinsam mit Luis Buñuel)
- 1974: Stella Award für Der diskrete Charme der Bourgeoisie (Bestes Drehbuch – gemeinsam mit Luis Buñuel)
- 1978: Oscar-Nominierung für Dieses obskure Objekt der Begierde (Bestes adaptiertes Drehbuch – gemeinsam mit Luis Buñuel)
- 1978: Flaiano International Prize – Drehbuchschreiben (gemeinsam mit Sergio Amidei)
- 1983: César für Die Wiederkehr des Martin Guerre (Bestes Originaldrehbuch – gemeinsam mit Daniel Vigne)
- 1983: Prix SACD (Preis für das Kino)
- 1989: British Academy Film Award für Die unerträgliche Leichtigkeit des Seins (Bestes adaptiertes Drehbuch – gemeinsam mit Philip Kaufman)
- 1989: Oscar-Nominierung für Die unerträgliche Leichtigkeit des Seins (Bestes adaptiertes Drehbuch – gemeinsam mit Philip Kaufman)
- 1990: Drehbuchpreis des Sitges Festival Internacional de Cinema Fantàstic de Catalunya für Es ist nicht leicht, ein Gott zu sein (gemeinsam mit Peter Fleischmann)
- 2000: Laurel Award der Writers Guild of America (für seine Kinodrehbücher)
- 2004: Telluride Film Festival Silver Medallion
- 2014: Prix SACD (Grand Prix)
- 2015: Ehrenoscar für sein Lebenswerk als Drehbuchautor
- 2016: Europäischer Filmpreis für sein Lebenswerk
- 2021: Benennung eines Asteroiden nach ihm: (347266) Carrière